# Ruderico
Ruderico (em latim: Rudericus; em grego: Ρουδέριχος; romaniz.: Roudérichos) foi um oficial gótico do século VI, ativo durante o reinado do rei Tótila (r. 541–552).

## Vida
Ruderico, Bleda e Ulíaris eram condes e os apoiantes mais leais de Tótila. Eles foram descritos por Procópio de Cesareia como os godos mais belicosos. Em 542, receberam o comando de um exército e foram enviados para Florença onde sitiaram Justino. Com a chegada de reforços bizantinos, levantaram o cerco e retiraram-se para Mucélio, onde conseguiram uma importante vitória contra João.
Foi talvez mais tarde no mesmo ano que os três generais acompanharam Rigão, que estava vestido como Tótila, numa visita a Bento de Núrsia em Monte Cassino. Em 546, Ruderico comandou um campo gótico perto de Porto que foi atacada pelos bizantinos. Ele foi ferido e os godos se retiraram, mas eles mais tarde retornaram e retomaram o campo e capturaram o comandante Isaque. Dois dias depois, Ruderico morreu, provavelmente de sua ferida, e Tótila matou Isaque em represália.